# منتخب كوسوفو تحت 19 سنة لكرة القدم للسيدات
منتخب كوسوفو تحت 19 سنة لكرة القدم للسيدات هو ممثل كوسوفو الرسمي في المنافسات الدولية في في فئة كرة قدم تحت 19 سنة للسيدات، يديريه اتحاد كوسوفو لكرة القدم.

## سجل المنافسة

### كأس العالم لكرة القدم
| سجل كأس العالم لكرة القدم                | سجل كأس العالم لكرة القدم | سجل كأس العالم لكرة القدم              | سجل كأس العالم لكرة القدم              | سجل كأس العالم لكرة القدم              | سجل كأس العالم لكرة القدم              | سجل كأس العالم لكرة القدم              | سجل كأس العالم لكرة القدم              | سجل كأس العالم لكرة القدم              | سجل كأس العالم لكرة القدم              | سجل كأس العالم لكرة القدم              |                                        | سجل التصفيات                           | سجل التصفيات                           | سجل التصفيات                           | سجل التصفيات                           | سجل التصفيات                           | سجل التصفيات                           | سجل التصفيات                           | سجل التصفيات |
| Era                                      | السنة                     | الجولة                                 | المركز                                 | لعب                                    | فاز                                    | تعادل                                  | خسر                                    | له                                     | عليه                                   | Squad                                  | السنة                                  | المركز                                 | لعب                                    | فاز                                    | تعادل                                  | خسر                                    | له                                     | عليه                                   |              |
| ---------------------------------------- | ------------------------- | -------------------------------------- | -------------------------------------- | -------------------------------------- | -------------------------------------- | -------------------------------------- | -------------------------------------- | -------------------------------------- | -------------------------------------- | -------------------------------------- | -------------------------------------- | -------------------------------------- | -------------------------------------- | -------------------------------------- | -------------------------------------- | -------------------------------------- | -------------------------------------- | -------------------------------------- | ------------ |
| تحت 19                                   | 2002 إلى 2004             | Not a الاتحاد الدولي لكرة القدم member | Not a الاتحاد الدولي لكرة القدم member | Not a الاتحاد الدولي لكرة القدم member | Not a الاتحاد الدولي لكرة القدم member | Not a الاتحاد الدولي لكرة القدم member | Not a الاتحاد الدولي لكرة القدم member | Not a الاتحاد الدولي لكرة القدم member | Not a الاتحاد الدولي لكرة القدم member | Not a الاتحاد الدولي لكرة القدم member | Not a الاتحاد الدولي لكرة القدم member | Not a الاتحاد الدولي لكرة القدم member | Not a الاتحاد الدولي لكرة القدم member | Not a الاتحاد الدولي لكرة القدم member | Not a الاتحاد الدولي لكرة القدم member | Not a الاتحاد الدولي لكرة القدم member | Not a الاتحاد الدولي لكرة القدم member | Not a الاتحاد الدولي لكرة القدم member |              |
| كأس العالم للسيدات تحت 20 سنة لكرة القدم | 2006 إلى 2014             | Not a الاتحاد الدولي لكرة القدم member | Not a الاتحاد الدولي لكرة القدم member | Not a الاتحاد الدولي لكرة القدم member | Not a الاتحاد الدولي لكرة القدم member | Not a الاتحاد الدولي لكرة القدم member | Not a الاتحاد الدولي لكرة القدم member | Not a الاتحاد الدولي لكرة القدم member | Not a الاتحاد الدولي لكرة القدم member | Not a الاتحاد الدولي لكرة القدم member | Not a الاتحاد الدولي لكرة القدم member | Not a الاتحاد الدولي لكرة القدم member | Not a الاتحاد الدولي لكرة القدم member | Not a الاتحاد الدولي لكرة القدم member | Not a الاتحاد الدولي لكرة القدم member | Not a الاتحاد الدولي لكرة القدم member | Not a الاتحاد الدولي لكرة القدم member | Not a الاتحاد الدولي لكرة القدم member |              |
| كأس العالم للسيدات تحت 20 سنة لكرة القدم | 2016                      | لم يتمكن من المشاركة                   | لم يتمكن من المشاركة                   | لم يتمكن من المشاركة                   | لم يتمكن من المشاركة                   | لم يتمكن من المشاركة                   | لم يتمكن من المشاركة                   | لم يتمكن من المشاركة                   | لم يتمكن من المشاركة                   | لم يتمكن من المشاركة                   | —                                      | —                                      | —                                      | —                                      | —                                      | —                                      | —                                      | —                                      |              |
| كأس العالم للسيدات تحت 20 سنة لكرة القدم | 2018                      | لم يتأهل                               | لم يتأهل                               | لم يتأهل                               | لم يتأهل                               | لم يتأهل                               | لم يتأهل                               | لم يتأهل                               | لم يتأهل                               | لم يتأهل                               | —                                      | —                                      | —                                      | —                                      | —                                      | —                                      | —                                      | —                                      |              |
| الاجمالي                                 | الاجمالي                  | —                                      | 0/9                                    | 0                                      | 0                                      | 0                                      | 0                                      | 0                                      | 0                                      | —                                      | الاجمالي                               | الاجمالي                               | 0                                      | 0                                      | 0                                      | 0                                      | 0                                      | 0                                      |              |

### بطولة أمم أوروبا
| سجل بطولة أمم أوروبا                       | سجل بطولة أمم أوروبا | سجل بطولة أمم أوروبا                             | سجل بطولة أمم أوروبا                             | سجل بطولة أمم أوروبا                             | سجل بطولة أمم أوروبا                             | سجل بطولة أمم أوروبا                             | سجل بطولة أمم أوروبا                             | سجل بطولة أمم أوروبا                             | سجل بطولة أمم أوروبا                             | سجل بطولة أمم أوروبا                             |                                          | سجل التصفيات                             | سجل التصفيات                             | سجل التصفيات                             | سجل التصفيات                             | سجل التصفيات                             | سجل التصفيات                             | سجل التصفيات                             | سجل التصفيات |
| Era                                        | السنة                | الجولة                                           | المركز                                           | لعب                                              | فاز                                              | تعادل                                            | خسر                                              | له                                               | عليه                                             | Squad                                            | السنة                                    | المركز                                   | لعب                                      | فاز                                      | تعادل                                    | خسر                                      | له                                       | عليه                                     |              |
| ------------------------------------------ | -------------------- | ------------------------------------------------ | ------------------------------------------------ | ------------------------------------------------ | ------------------------------------------------ | ------------------------------------------------ | ------------------------------------------------ | ------------------------------------------------ | ------------------------------------------------ | ------------------------------------------------ | ---------------------------------------- | ---------------------------------------- | ---------------------------------------- | ---------------------------------------- | ---------------------------------------- | ---------------------------------------- | ---------------------------------------- | ---------------------------------------- | ------------ |
| تحت 18                                     | 1998 to 1999         | جزء من منتخب صربيا تحت 19 سنة لكرة القدم للسيدات | جزء من منتخب صربيا تحت 19 سنة لكرة القدم للسيدات | جزء من منتخب صربيا تحت 19 سنة لكرة القدم للسيدات | جزء من منتخب صربيا تحت 19 سنة لكرة القدم للسيدات | جزء من منتخب صربيا تحت 19 سنة لكرة القدم للسيدات | جزء من منتخب صربيا تحت 19 سنة لكرة القدم للسيدات | جزء من منتخب صربيا تحت 19 سنة لكرة القدم للسيدات | جزء من منتخب صربيا تحت 19 سنة لكرة القدم للسيدات | جزء من منتخب صربيا تحت 19 سنة لكرة القدم للسيدات | —                                        | —                                        | —                                        | —                                        | —                                        | —                                        | —                                        | —                                        |              |
| تحت 18                                     | 2000 to 2001         | Not a الاتحاد الأوروبي لكرة القدم member         | Not a الاتحاد الأوروبي لكرة القدم member         | Not a الاتحاد الأوروبي لكرة القدم member         | Not a الاتحاد الأوروبي لكرة القدم member         | Not a الاتحاد الأوروبي لكرة القدم member         | Not a الاتحاد الأوروبي لكرة القدم member         | Not a الاتحاد الأوروبي لكرة القدم member         | Not a الاتحاد الأوروبي لكرة القدم member         | Not a الاتحاد الأوروبي لكرة القدم member         | Not a الاتحاد الأوروبي لكرة القدم member | Not a الاتحاد الأوروبي لكرة القدم member | Not a الاتحاد الأوروبي لكرة القدم member | Not a الاتحاد الأوروبي لكرة القدم member | Not a الاتحاد الأوروبي لكرة القدم member | Not a الاتحاد الأوروبي لكرة القدم member | Not a الاتحاد الأوروبي لكرة القدم member | Not a الاتحاد الأوروبي لكرة القدم member |              |
| بطولة أوروبا تحت 19 سنة لكرة القدم للسيدات | 2002 ‏ إلى 2015       | Not a الاتحاد الأوروبي لكرة القدم member         | Not a الاتحاد الأوروبي لكرة القدم member         | Not a الاتحاد الأوروبي لكرة القدم member         | Not a الاتحاد الأوروبي لكرة القدم member         | Not a الاتحاد الأوروبي لكرة القدم member         | Not a الاتحاد الأوروبي لكرة القدم member         | Not a الاتحاد الأوروبي لكرة القدم member         | Not a الاتحاد الأوروبي لكرة القدم member         | Not a الاتحاد الأوروبي لكرة القدم member         | Not a الاتحاد الأوروبي لكرة القدم member | Not a الاتحاد الأوروبي لكرة القدم member | Not a الاتحاد الأوروبي لكرة القدم member | Not a الاتحاد الأوروبي لكرة القدم member | Not a الاتحاد الأوروبي لكرة القدم member | Not a الاتحاد الأوروبي لكرة القدم member | Not a الاتحاد الأوروبي لكرة القدم member | Not a الاتحاد الأوروبي لكرة القدم member |              |
| بطولة أوروبا تحت 19 سنة لكرة القدم للسيدات | 2016 ‏ إلى 2017 ‏      | لم يتمكن من المشاركة                             | لم يتمكن من المشاركة                             | لم يتمكن من المشاركة                             | لم يتمكن من المشاركة                             | لم يتمكن من المشاركة                             | لم يتمكن من المشاركة                             | لم يتمكن من المشاركة                             | لم يتمكن من المشاركة                             | لم يتمكن من المشاركة                             | —                                        | —                                        | —                                        | —                                        | —                                        | —                                        | —                                        | —                                        |              |
| بطولة أوروبا تحت 19 سنة لكرة القدم للسيدات | 2018 ‏                | لم يتأهل                                         | لم يتأهل                                         | لم يتأهل                                         | لم يتأهل                                         | لم يتأهل                                         | لم يتأهل                                         | لم يتأهل                                         | لم يتأهل                                         | لم يتأهل                                         | 2018                                     | الثالث                                   | 3                                        | 0                                        | 1                                        | 2                                        | 1                                        | 6                                        |              |
| بطولة أوروبا تحت 19 سنة لكرة القدم للسيدات | 2019 ‏                | لم يتأهل                                         | لم يتأهل                                         | لم يتأهل                                         | لم يتأهل                                         | لم يتأهل                                         | لم يتأهل                                         | لم يتأهل                                         | لم يتأهل                                         | لم يتأهل                                         | 2019                                     | الثالث                                   | 3                                        | 1                                        | 1                                        | 1                                        | 5                                        | 7                                        |              |
| بطولة أوروبا تحت 19 سنة لكرة القدم للسيدات | 2020 ‏                | سوف يتم تحديدها                                  | سوف يتم تحديدها                                  | سوف يتم تحديدها                                  | سوف يتم تحديدها                                  | سوف يتم تحديدها                                  | سوف يتم تحديدها                                  | سوف يتم تحديدها                                  | سوف يتم تحديدها                                  | سوف يتم تحديدها                                  | 2020                                     | —                                        | —                                        | —                                        | —                                        | —                                        | —                                        | —                                        |              |
| الاجمالي                                   | الاجمالي             | —                                                | 0/23                                             | 0                                                | 0                                                | 0                                                | 0                                                | 0                                                | 0                                                | —                                                | الاجمالي                                 | الاجمالي                                 | 6                                        | 1                                        | 2                                        | 3                                        | 6                                        | 13                                       |              |

## وصلات خارجية
- الموقع الرسمي